# Ponte Galeria

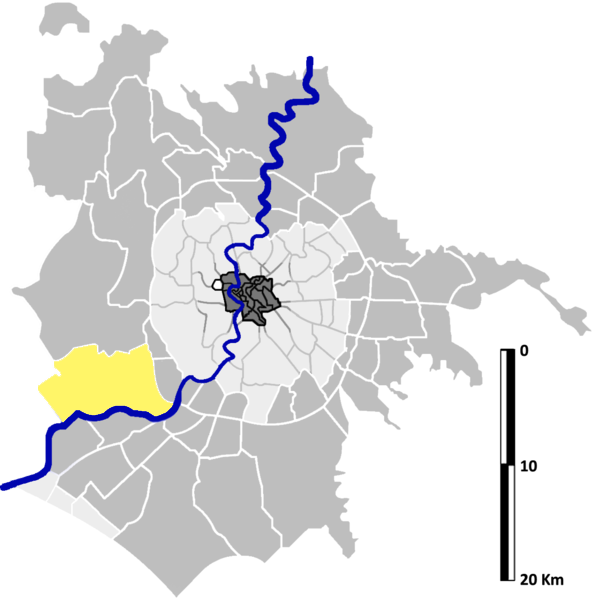
Lage von Ponte Galeria in Rom

Ponte Galeria bezeichnet die 41. Zone, abgekürzt als Z.XLI, der italienischen Hauptstadt Rom. Im Gegensatz zu den Rioni, Quartieri und Suburbi sind es die ländlicheren Gebiete von Rom. Sie gehört zum Municipio XI und zählt 11973 Einwohner (2016). Sie befindet sich im Südwesten der Stadt außerhalb der römischen Ringautobahn A90 und hat eine Fläche von 42,9891 km².

## Geschichte
Ponte Galeria wurde am 13. September 1961 durch Beschluss des Commissario Straordinario gegründet. Damals wurde der Ager Romanus in 59 Zonen geteilt, denen eine römische Zahl zugeteilt wurde und ein Z vorgestellt wurde. Davon wurden sechs an die neugegründete Gemeinde Fiumicino komplett ausgegliedert und drei weitere teilweise.